# Barcelos
Barcelos (bɐɾ'sɛluʃ) è un comune portoghese situato nel distretto di Braga.
Si trova lungo il Cammino Portoghese, percorso che da Lisbona porta a Santiago di Compostela.

## IlGalo de Barcelos
A Barcelos è legato uno dei simboli non ufficiali del Portogallo: un gallo nero col corpo variopinto ed una cresta rossa. La leggenda narra che un mercante galego, giunto a Barcelos, fu accusato ingiustamente di omicidio e condannato alla forca. Disperato, dopo aver pregato la Madonna di salvarlo, il condannato chiese ai detentori di essere portato a casa del giudice che lo aveva condannato per chiedere clemenza. Giunto all'ora di pranzo, il condannato iniziò ad implorare il giudice mentre questi si accingeva a mangiare un gallo arrostito. Colto da un impulso di fede, il mercante affermò che se il gallo si fosse alzato ed avesse iniziato a cantare, questo miracolo avrebbe provato la sua totale innocenza. Così avvenne e fu liberato. Da quel giorno il Galo de Barcelos è uno dei simboli della tradizione portoghese: simboleggia la fede, la buona fortuna e la giustizia.

## Sport
- È sede del Gil Vicente FC.

## Società

### Evoluzione demografica
| 1801  | 1849  | 1900  | 1930  | 1960  | 1981   | 1991   | 2001   | 2004   |
| 78934 | 40859 | 46953 | 58360 | 83211 | 103773 | 111733 | 122096 | 123831 |

## Suddivisioni amministrative
Barcelos è stato il comune portoghese col maggior numero di freguesias, 89. Dal 2013 il concelho (o município, nel senso di circoscrizione territoriale-amministrativa) di Barcelos è suddiviso in 58 freguesias principali (letteralmente, parrocchie). Ucha, Várzea, Vila Seca sono state fuse come parte della municipalità della città di Barcelos.

### Freguesias
1. Alheira: Alheira, Igreja Nova
2. Alvito: Alvito (São Pedro), Alvito (São Martinho), Couto
3. Areias de Vilar: Areias de Vilar, Encourados
4. Barcelos: Barcelos, Vila Boa, Frescainha (São Martinho), Frescainha (São Pedro)
5. Campo: Campo, Tamel (São Pedro Fins)
6. Carreira: Carreira, Fonte Coberta
7. Chorente: Chorente, Góios, Courel, Pedra Furada, Gueral
8. Tregosa: Durrães Tregosa
9. Gamil: Gamil Midões
10. Milhazes: Milhazes, Vilar de Figos, Faria
11. Negreiros: Negreiros, Chavão
12. Quintiães: Quintiães, Aguiar
13. Sequeade: Sequeade, Bastuço (São João), Bastuço (Santo Estêvão)
14. Silveiros: Silveiros, Rio Covo (Santa Eulália)
15. Tamel (Santa Leocádia): Tamel (Santa Leocádia), Vilar do Monte
16. Viatodos: Viatodos, Grimancelos, Minhotães, Monte de Fralães
17. Vila Cova: Vila Cova, Feitos
18. Creixomil: Creixomil Mariz
19. Abade de Neiva
20. Aborim
21. Adães
22. Airó
23. Aldreu
24. Alvelos
25. Arcozelo
26. Areias
27. Balugães
28. Barcelinhos
29. Barqueiros
30. Cambeses
31. Carapeços
32. Carvalhal
33. Carvalhas
34. Cossourado
35. Cristelo
36. Fornelos
37. Fragoso
38. Galegos (Santa Maria)
39. Galegos (São Martinho)
40. Gilmonde
41. Lama
42. Lijó
43. Macieira de Rates
44. Manhente
45. Martim
46. Moure
47. Oliveira
48. Palme
49. Panque
50. Paradela
51. Pereira
52. Perelhal
53. Pousa
54. Remelhe
55. Roriz
56. Rio Covo (Santa Eugénia)
57. Silva
58. Tamel (São Veríssimo)